# 그랜드 포인트 노스

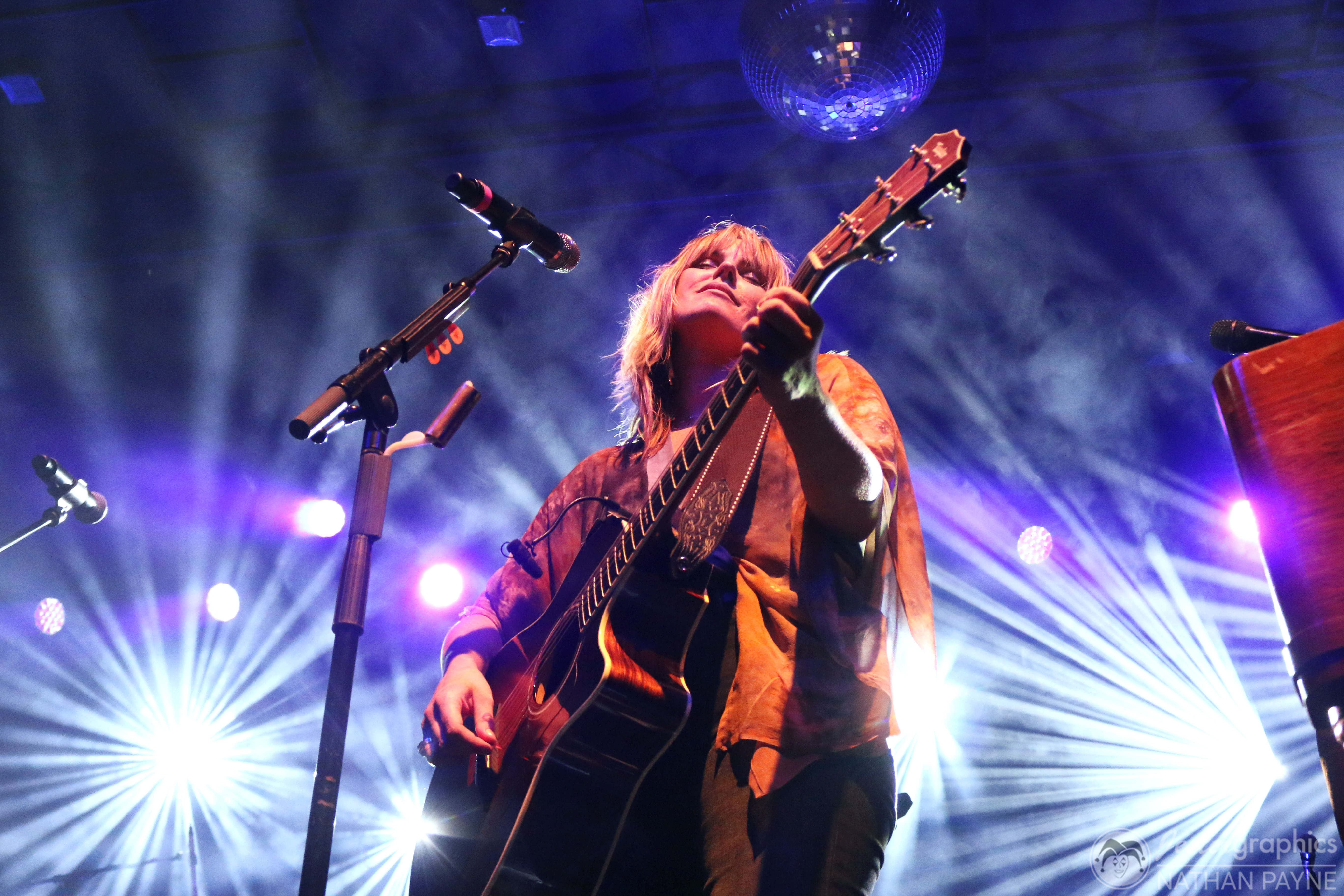
2018년 9월 15일 공연

그랜드 포인트 노스(Grand Point North)는 그레이스 포터 & 더 녹터널스(Grace Potter & The Nocturnals)가 설립하고 그레이스 포터와 하이어 그라운드 프레젠츠(Higher Ground Presents)가 프로듀싱하는 연례 이틀간 음악 축제로, 버몬트주 벌링턴 (버몬트주)의 워터프런트 파크에서 열린다. 마지막 축제는 2019년에 열렸다.
이 축제는 2011년에 처음 개최되었으며, 일반적으로 9월 중순 주말에 걸쳐 진행된다. 공연자들은 두 개의 나란히 놓인 무대에서 번갈아 가며 공연하기 때문에 중복 없이 연속적인 공연을 즐길 수 있다. 포터는 보통 헤드라이너로 두 날 모두 공연하며, 에벳 브라더스, 거브 뮬, 트롬본 쇼티 & 올리언스 애비뉴, 레이크 스트리트 다이브, 플레이밍 립스, 올드 크로우 메디신 쇼, 거스터, 트레이 아나스타시오 밴드, 잭슨 브라운, 나다니엘 라텔리프 & 더 나이트 스웨츠 등 전국적인 아티스트들이 참여했다.
버몬트, 특히 벌링턴 지역의 지역 아티스트들이 참여한다. 2013년부터 이 페스티벌은 세븐 데이즈(Seven Days)와 파트너십을 맺고 팬들이 페스티벌에서 공연할 버몬트 출신 음악가나 밴드를 선택할 수 있는 기회를 제공해 왔다. 스키니 팬케이크(Skinny Pancake)가 주최하는 버몬트 지역 레스토랑과 식재료를 기념하는 그랜드 포인트 로컬(Grand Point Local)과 그레이스의 언니 샬럿이 큐레이팅한 설치 미술 작품 그랜드 포인트 위어드(Grand Point Weird)가 페스티벌의 주요 행사로 자리매김했다. 공식 애프터 파티는 행사 당일 또는 이틀 후 인근 공연장에서 열리는 경우가 많으며, 이러한 심야 공연에는 페스티벌의 주요 라인업에 속한 아티스트들이 참여할 수 있다.
2020년과 2021년 페스티벌은 코로나19 범유행으로 인해 모두 취소되었다. 2022년 6월, 하이어 그라운드(Higher Ground)의 공동 창립자인 알렉스 크로더스(Alex Crothers)는 페스티벌이 그 해에는 돌아오지 않을 것이며, 향후 개최 가능성은 불확실하다고 밝혔다.